# رئيس كرواتيا
رئيس كرواتيا (بالكرواتية: Predsjednik Hrvatske) هو رئيس الدولة والقائد العام للجيش والممثل الرئيسي لجمهورية كرواتيا داخل البلاد وخارجها. الرئيس هو صاحب أعلى منصب في كرواتيا. غير أنه ليس رئيسًا للسلطة التنفيذية ("رئيس غير تنفيذي") لأن كرواتيا لديها نظام برلماني يكون فيه شاغل منصب رئيس الوزراء هو أقوى شخص في الإطار الدستوري والسياسة اليومية للبلاد.
يحافظ الرئيس على العمل المنتظم والمنسق واستقرار نظام الحكومة الوطنية، ويحافظ على استقلال وسلامة أراضي البلاد. يتمتع الرئيس بصلاحية الدعوة لانتخابات عادية وغير عادية للبرلمان الكرواتي (بالطريقة التي يحددها الدستور)، فضلاً عن الدعوة إلى الاستفتاءات (بتوقيع رئيس الوزراء). يعين رئيس الجمهورية رئيس الوزراء رسمياً على أساس توازن القوى في البرلمان والمشاورات التي تجري مع قادة الأحزاب البرلمانية، ويمنح العفو، ويمنح الأوسمة وغيرها من جوائز الدولة. يتعاون الرئيس والحكومة (مجلس الوزراء) في إدارة السياسة الخارجية. بالإضافة إلى ذلك، الرئيس هو القائد العام للقوات المسلحة الكرواتية. يُعين رئيس الجمهورية مدير جهاز الأمن والمخابرات بالاتفاق مع رئيس الوزراء. يجوز للرئيس حل البرلمان في ظل الظروف المنصوص عليها في الدستور. على الرغم من تمتع الرئيس بالحصانة، إلا أنه يمكن سحب الثقة منه بسبب انتهاك الدستور. في حالة العجز المؤقت أو الدائم للرئيس عن أداء واجبات منصبه، يتولى رئيس البرلمان منصب الرئيس بالنيابة لغاية استئناف الرئيس لمهامه، أو حتى انتخاب رئيس جديد في غضون 60 يومًا من حدوث الشغور الدائم.
مكتب رئيس الجمهورية (Ured Predsjednika Republike) من الطاقم المباشر لرئيس كرواتيا، بالإضافة إلى طاقم الدعم الذي يقدم تقاريره إلى الرئيس. يقع المكتب في القصر الرئاسي في منطقة بانتوفتشاك في زغرب. يحدد دستور كرواتيا مظهر واستخدام الشعار الرئاسي، والذي يُرفرف على مباني مكتب الرئيس، ومقر إقامة الرئيس، وأي مركبات يستخدمها الرئيس، وفي المناسبات الاحتفالية الأخرى.
يُنتخب الرئيس على أساس الاقتراع العمومي، من خلال الاقتراع السري، وذلك لمدة خمس سنوات. إذا لم يحصل أي مرشح في الانتخابات على أكثر من 50٪ من جميع الأصوات(2)، يجرى اقتراع لدورة ثانية. يحدد دستور كرواتيا عدد الفترات في المنصب لفترتين حدًا أقصى. يتعين على الرئيس المنتخب أداء اليمين الدستورية أمام قضاة المحكمة الدستورية. فاز فرانيو تودجمان بأول انتخابات رئاسية كرواتية عامي 1992 و1997. خلال فترة وجوده في المنصب، نص الدستور الذي أعتمد في عام 1990 على نظام شبه رئاسي، والذي عُزز في السنوات اللاحقة من خلال قوانين تهدف على وجه التحديد إلى تمكين تودجمان من سلطات شاملة، (3) كما له الاتحاد الديمقراطي الكرواتي (HDZ) عقد الحزب عظمى في البرلمان في جميع أنحاء 1990s. بعد وفاته عام 1999، تم تعديل الدستور ونقل العديد من السلطات الرئاسية إلى البرلمان ورئيس الوزراء وحكومته. فاز ستيبان ميسيتش بفترتين متتاليتين، في 2000 و2005، وشغل منصب الرئيس حتى 2010. فاز إيفو يجوسيبوفيتش في الانتخابات الرئاسية التي أجريت من عام 2009 إلى عام 2010 وترك منصبه في عام 2015، بعد أن خسر محاولة إعادة انتخابه لولاية ثانية. فازت كوليندا غرابار كيتاروفيتش في الانتخابات التي أجريت في ديسمبر 2014 ويناير 2015، لكنها هُزمت في محاولتها لولاية ثانية. وبالتحديد، في 5 يناير 2020، فاز رئيس الوزراء السابق من اليسار المعتدل، زوران ميلانوفيتش، في الانتخابات الرئاسية الكرواتية 2019-20 في الجولة الثانية وتولى منصبه في 19 فبراير 2020.

## السلطات والواجبات والمسؤوليات
رئيس كرواتيا، رسميًا رئيس الجمهورية (بالكرواتية: Predsjednik Republike) يمثل جمهورية كرواتيا في البلاد وخارجها رأسًا للدولة، ويحافظ على التشغيل المنتظم والمنسق واستقرار نظام الحكومة الوطنية ويحافظ على استقلال البلاد وسلامة أراضيها. يحظر على الرئيس أداء أي واجب عام أو مهني آخر أثناء توليه منصبه.
رئيس كرواتيا يدعو لانتخابات البرلمان (بالكرواتية: Hrvatski Sabor) وعقد الاجتماع الأول لمجلس النواب. كما أن الرئيس مطالب بتعيين رئيس للوزراء على أساس توازن القوى في البرلمان. يُطلب من المرشح المعين بدوره الحصول على تأكيد من البرلمان من خلال تصويت الثقة، من أجل الحصول على تفويض لقيادة الحكومة الكرواتية(1). يجوز للرئيس أيضًا أن يدعو إلى إجراء استفتاءات، ومنح العفو، وأوسمة الجوائز وغيرها من أشكال الاعتراف التي يحددها التشريع.

### الشؤون الخارجية
يتعاون رئيس كرواتيا والحكومة في صياغة وتنفيذ السياسة الخارجية لكرواتيا. هذا البند من الدستور هو مصدر عرضي للصراع بين الرئيس والحكومة. يقرر الرئيس إنشاء البعثات الدبلوماسية والمكاتب القنصلية لجمهورية كرواتيا في الخارج، بناءً على اقتراح الحكومة وبتوقيع رئيس الوزراء. يقوم الرئيس، بعد التوقيع المسبق لرئيس الوزراء، بتعيين واستدعاء الممثلين الدبلوماسيين لجمهورية كرواتيا، بناءً على اقتراح من الحكومة وعند تلقي رأي لجنة مختصة في البرلمان. يتلقى رئيس الجمهورية خطابات الاعتماد وخطابات الاستدعاء من البعثات الدبلوماسية الأجنبية.

### الأمن القومي والدفاع
رئيس كرواتيا هو القائد العام للقوات المسلحة لجمهورية كرواتيا، يعين ويعفي القادة العسكريين من الخدمة، بما يتوافق مع التشريعات المعمول بها. بناء على قرارات مجلس النواب يعلن الرئيس الحرب ويعقد الصلح. في حالات التهديدات المباشرة لاستقلال الدولة ووحدتها ووجودها، يجوز لرئيس الجمهورية أن يأمر باستخدام القوات المسلحة، حتى في حالة عدم إعلان حالة الحرب، بشرط أن يوقع رئيس الوزراء على هذا الأمر. أثناء حالة الحرب، يجوز للرئيس إصدار أنظمة لها قوة القانون على أساس السلطة التي يحصل عليها من البرلمان وفي نطاقها. في مثل هذه الظروف، يجوز لرئيس الجمهورية عقد اجتماعات مجلس الوزراء وترؤسها. إذا لم يكن مجلس النواب منعقدًا، فإن الرئيس مخول بتنظيم جميع الأمور التي تتطلبها حالة الحرب من خلال أنظمة لها قوة القانون. في حالة وجود تهديد مباشر لاستقلال الدولة ووحدتها ووجودها، أو في حالة منع الهيئات الحكومية من أداء واجباتها الدستورية بانتظام، يجوز لرئيس الجمهورية، بناءً على اقتراح رئيس مجلس الوزراء، إصدار أنظمة لها قوة القانون.. يجب أيضًا أن يتم التوقيع على هذه اللوائح من قبل رئيس الوزراء لتصبح سارية المفعول. ويطالب الرئيس بتقديم اللوائح الصادرة بهذه الطريقة إلى مجلس النواب للمصادقة عليها بمجرد انعقاد المجلس، وإلا أصبحت اللوائح باطلة. يتعاون الرئيس مع الحكومة التي تدير عمليات جهاز الأمن والاستخبارات الكرواتية. يعين الرئيس ورئيس الوزراء بالاشتراك رؤساء الأجهزة الأمنية، ويجوز للرئيس حضور اجتماعات مجلس الوزراء والمشاركة في المناقشات التي تجري في هذه الاجتماعات.

### حل البرلمان
يجوز لرئيس كرواتيا حل البرلمان بناءً على طلب الحكومة، وذلك إذا اقترحت الحكومة اقتراح حجب الثقة إلى البرلمان وتبناه غالبية النواب أو إذا فشل البرلمان في الموافقة على ميزانية الحكومة بعد 120 يومًا من اقتراح الميزانية في البرلمان. يجب أن يصادق رئيس الوزراء على هذا القرار ليصبح ساري المفعول. يجوز للرئيس أيضًا حل البرلمان بعد اعتماد اقتراح بحجب الثقة مدعومًا بأغلبية جميع النواب ولا يمكن تشكيل حكومة جديدة في غضون 30 يومًا أو إذا تعذر تشكيل حكومة جديدة بعد الانتخابات العامة (بحد أقصى 120 يومًا). ومع ذلك، لا يجوز للرئيس حل البرلمان بناءً على طلب الحكومة إذا تصادف مع إجراء لإثبات إنتهاك الرئيس لأحكام الدستور من عدمه.

## مكتب الرئيس

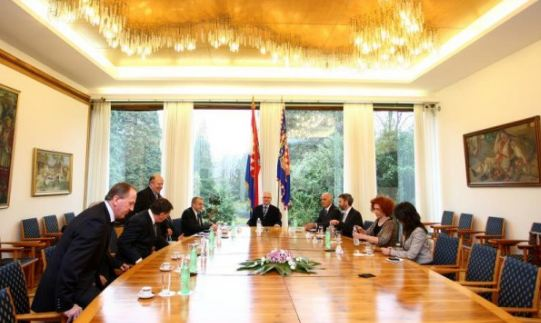
الصالون الشمالي هو قاعة المؤتمرات الرئيسية في القصر الرئاسي.

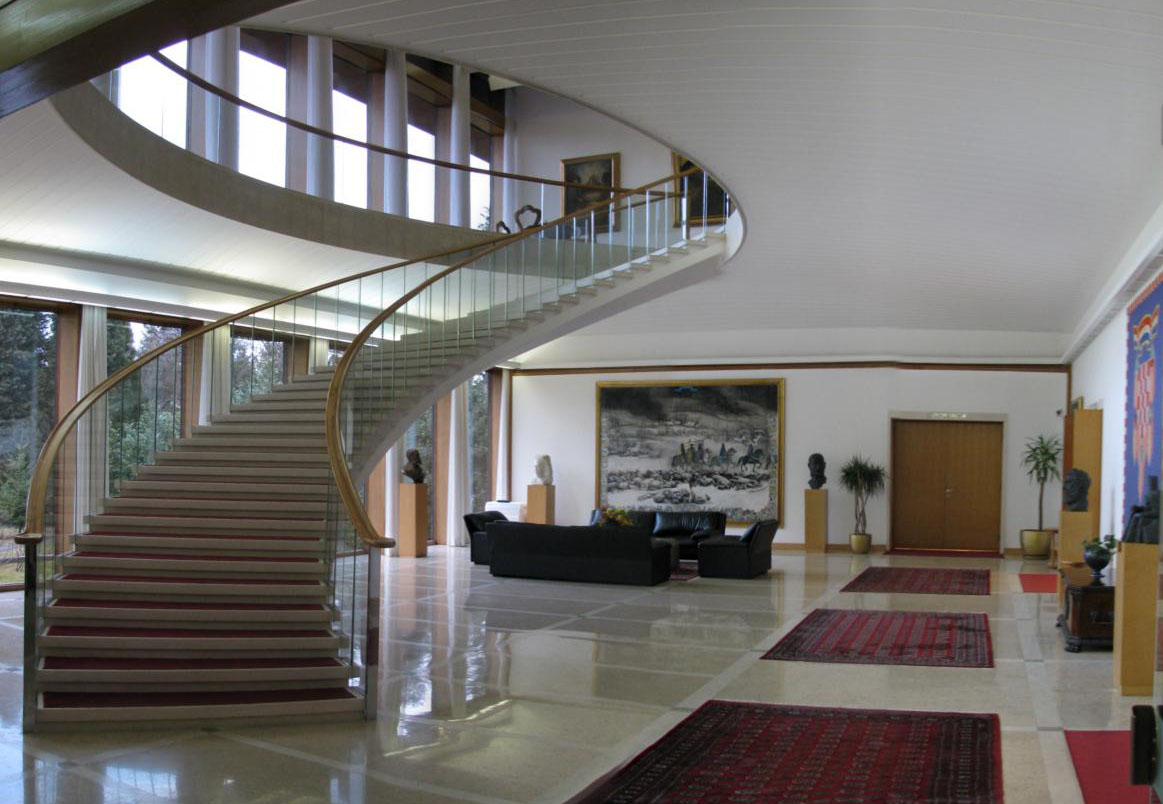
بهو القصر الجمهوري

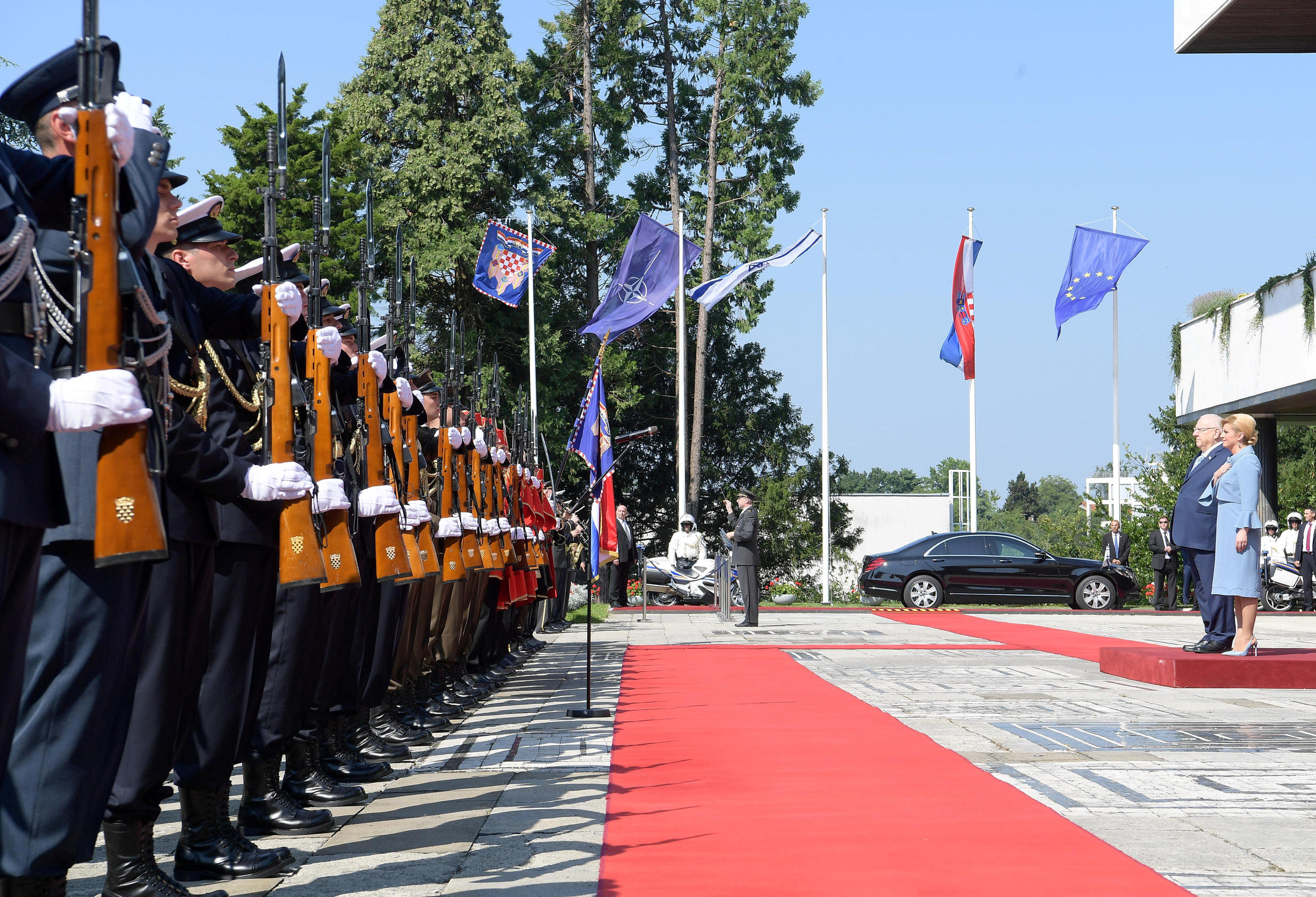
عادة ما يرحب حرس الشرف أمام القصر الرئاسي برؤساء الدول الأجنبية. في الصورة: رئيس إسرائيل رؤوفين ريفلين، أول زيارة دولة لكرواتيا 2018.

مكتب رئيس الجمهورية (بالكرواتية: Ured Predsjednika Republike) يتألف من الموظفين المباشرين لرئيس كرواتيا، بالإضافة إلى فريق الدعم الذي يقدم تقاريره إلى الرئيس. واعتبارًا من أيار / مايو 2008، كان المكتب يستخدم 170 موظفًا، مع الحد الأقصى للموظفين الذي حددته اللائحة الخاصة بالتنظيم الداخلي لمكتب رئيس كرواتيا بـ 191 موظفًا. في ميزانية الحكومة لعام 2009، خُصص للمكتب  54 مليون كونا (ق. 73 مليون يورو). الراتب الشهري الصافي للرئيس هو 23 500 كونا (ق. 3 170 يورو).
أنشئ مكتب الرئيس بموجب مرسوم رئاسي وقعه فرانيو تودجمان في 19 يناير 1991. المكتب يرأسه رئيس الأركان (بالكرواتية: Predstojnik ureda) الذي يعينه الرئيس. يعلن الرؤساء اللوائح المنظمة لتكوين المكتب. ويعمل في المكتب مستشاري الرئيس ويتكون من ثماني دوائر وأربعة مجالس ولجنة عفو رئاسي ولجنتي أوسمة وجوائز.
| مكتب رئيس جمهورية كرواتيا     | مكتب رئيس جمهورية كرواتيا |
| المنصب                        | اسم                       |
| ----------------------------- | ------------------------- |
| رئيس العمال                   | أورسات ميلجينيتش          |
| رئيس ديوان الرئاسة            | بارتول شيمونيتش           |
| أمين عام ديوان رئيس الجمهورية | ميريام كاتوليتش           |

| رئيس العمال        | بداية الفترة   | نهاية الفترة   | عين بواسطة                |
| ------------------ | -------------- | -------------- | ------------------------- |
| هرفوي شارينيتش     | 15 أبريل 1992  | 7 أغسطس 1992   | فرانيو تودجمان            |
| جور راديتش         | 7 أغسطس 1992   | 12 أكتوبر 1994 | فرانيو تودجمان            |
| هرفوي شارينيتش     | 12 أكتوبر 1994 | 24 نوفمبر 1995 | فرانيو تودجمان            |
| إيفو سانادر        | 24 نوفمبر 1995 | 5 نوفمبر 1996  | فرانيو تودجمان            |
| هرفوي شارينيتش     | 5 نوفمبر 1996  | 1998           | فرانيو تودجمان            |
| إيفيكا كوستوفيتش   | 1998           | يناير 2000     | فرانيو تودجمان            |
| زيليكو دوبرانوفيتش | 22 مايو 2000   | 27 أبريل 2001  | ستيبان ميسيتش             |
| دافور بوزينوفيتش   | 10 فبراير 2004 | 30 سبتمبر 2005 | ستيبان ميسيتش             |
| بوريس أبريم        | 1 أكتوبر 2005  | أواخر عام 2007 | ستيبان ميسيتش             |
| أمير محارمي        | 1 أبريل 2008   | 19 فبراير 2010 | ستيبان ميسيتش             |
| يوشكو كليسوفيتش    | 19 فبراير 2010 | 31 ديسمبر 2011 | إيفو يجوسيبوفيتش          |
| فيتو تورشيتش       | 1 فبراير 2012  | 18 فبراير 2015 | إيفو يجوسيبوفيتش          |
| دوماجوج يوريتشيتش  | 19 فبراير 2015 | 2 مايو 2016    | كوليندا جرابار كيتاروفيتش |
| أناماريجا كيريينتش | 2 مايو 2016    | 18 فبراير 2020 | كوليندا جرابار كيتاروفيتش |
| أورسات ميلجينيتش   | 18 فبراير 2020 |                | زوران ميلانوفيتش          |

### القصر الرئاسي
القصر الرئاسي (بالكرواتية: Predsjednički dvori)، ويُكنى بـ"بانتوفتشاك"(Pantovčak) في زغرب هو مكان العمل الرسمي للرئيس. لا يعيش الرئيس بالفعل في المبنى، حيث يُستخدم مكتبًا لرئيس كرواتيا وليس مقر إقامة. يغطي الهيكل مساحة 3 700 م2. وقد يُستخدم كمقر إقامة رسمي منذ انتقال الرئيس فرانيو تودجمان إلى هناك بعد تفجير أكتوبر 1991 لبانسكي دفوري. بالإضافة إلى المبنى الأصلي، يوجد أيضًا ملحق بمساحة 3,500 متر (11,482.94 قدم) بُني في عام 1993، وهو مبنى ثانوي يضم خدمات أمن المكاتب وملجأ من القنابل يعود إلى ما قبل التسعينيات. صُمم المبنى، المعروف سابقًا باسم Villa Zagorje أو فيلا تيتو، من قبل المهندسين المعماريين فجينسلاف ريختر (Vjenceslav Richter) وكازيمير أوستروجوفي (Kazimir Ostrogovi) وتم الانتهاء منه في عام 1964 في عهد الرئيس اليوغوسلافي السابق جوزيف بروز تيتو.

## الانتخابات وتولي المنصب
| التنصيب الرئاسي           | التنصيب الرئاسي | التنصيب الرئاسي |
| رئيس                      | تاريخ           | ملحوظة          |
| ------------------------- | --------------- | --------------- |
| فرانيو تودجمان            | 12 أغسطس 1992   | الفترة الأولى   |
| فرانيو تودجمان            | 12 أغسطس 1997   | الفترة الثانية  |
| ستيبان ميسيتش             | 19 فبراير 2000  | الفترة الأولى   |
| ستيبان ميسيتش             | 19 فبراير 2005  | الفترة الثانية  |
| إيفو يجوسيبوفيتش          | 19 فبراير 2010  | فترة واحدة      |
| كوليندا جرابار كيتاروفيتش | 19 فبراير 2015  | فترة واحدة      |
| زوران ميلانوفيتش          | 19 فبراير 2020  | في المنصب حاليًا |

يُنتخب الرئيس على أساس الاقتراع العام، من خلال الاقتراع السري، لمدة خمس سنوات. إذا لم يحصل أي مرشح في الانتخابات على أكثر من 50٪ من الأصوات، يتم إجراء انتخابات في دورة ثانية في غضون 14 يومًا. حدد دستور كرواتيا عدد فترات تولي المنصب اثنتين حدًا أقصى وقرر تحديد مواعيد الانتخابات في غضون 30 إلى 60 قبل أيام من انتهاء ولاية الرئيس الحالي. يجوز لأي مواطن في كرواتيا يبلغ من العمر 18 عامًا أو أكثر الترشح للانتخابات الرئاسية، بشرط أن يُعتمد المرشح من قبل 10000 ناخب. التأكيدات مطلوبة في شكل قائمة تحتوي على الاسم والعنوان ورقم التعريف الشخصي وتوقيع الناخب. تُنظم الانتخابات الرئاسية بموجب قانون صادر عن البرلمان.
يفرض الدستور استقالة الرئيس المنتخب من عضوية الحزب السياسي. الرئيس المنتخب مطالب أيضا بالاستقالة من البرلمان. قبل تولي منصبه الرئاسي، يتعين على الرئيس المنتخب أن يؤدي اليمين الدستورية أمام قضاة المحكمة الدستورية، ويقسم الولاء لدستور كرواتيا. يقام حفل الافتتاح تقليديًا في ساحة القديس مرقس في زغرب، أمام كنيسة القديس مرقس، في منتصف الطريق بين مبنى البرلمان الكرواتي وبانسكي دفوري - مقر الحكومة الكرواتية. نص القسم محدد في تعديل قانون الانتخابات الرئاسية لعام 1997. النص في صيغته الكرواتية غير حساس للجنس وجميع الأسماء(3) تَحتفظ دائمًا بشكلها الذكوري، حتى عندما يؤدي اليمين الدستورية امرأة.(4) ومع ذلك، هناك تدوين في دستور كرواتيا ينص على أن جميع الأسماء المستخدمة في نص الوثيقة تنطبق بالتساوي على كلا الجنسين. وجاء نص اليمين الرئاسي على النحو التالي:
| النص الكرواتي الأصلي Prisežem svojom čašću da ću dužnost predsjednika Republike Hrvatske obavljati savjesno i odgovorno, na dobrobit hrvatskog naroda i svih hrvatskih državljana. Kao hrvatski državni poglavar: - držat ću se Ustava i zakona, - brinuti se za poštovanje ustavnopravnog poretka Republike Hrvatske, - bdjeti nad urednim i pravednim djelovanjem svih tijela državne vlasti, - čuvati nezavisnost, opstojnost i jedinstvenost države Hrvatske. Tako mi Bog pomogao. الترجمة أقسم بشرفي أنني سأضطلع بواجب رئيس جمهورية كرواتيا بضمير ومسؤولية، لصالح الشعب الكرواتي وجميع المواطنين الكروات. بصفتي رئيسا للدولة الكرواتية : - سوف ألتزم بالدستور والقوانين، - أحرص على احترام النظام الدستوري لجمهورية كرواتيا، - مراقبة الأداء المنظم والعادل لجميع أجهزة الدولة ، - حماية استقلال ووجود ووحدة الدولة الكرواتية. ليكن الرب في عوننا. |
| — |

### انتخابات رئاسية

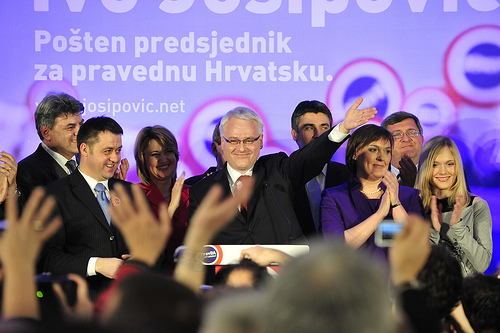
إيفو يجوسيبوفيتش في خطاب النصر الانتخابي

أُجريت الانتخابات الرئاسية في كرواتيا لأول مرة في 2 أغسطس 1992، بالتزامن مع الانتخابات البرلمانية لعام 1992. وبلغت نسبة إقبال الناخبين 74.9٪. وكانت النتيجة فوز فرانيو تودجمان من الاتحاد الديمقراطي الكرواتي (HDZ) الذي حصل على 57.8٪ من الأصوات في الجولة الأولى من الانتخابات متقدما على 7 مرشحين آخرين. حصل دراسين بوديسا، مرشح الحزب الاجتماعي الليبرالي الكرواتي (HSLS) على المركز الثاني في الانتخابات، بـ 22.3٪ من الأصوات. أجريت الانتخابات الرئاسية الثانية في كرواتيا الحديثة في 15 يونيو 1997. عارض الرئيس الحالي، فرانيو تودجمان، زدرافكو توماك، مرشح الحزب الديمقراطي الاجتماعي الكرواتي (SDP)، وفلادو جوتوفاك، الذي رشحه حزب HSLS. حصل Tomac وGotovac على 21.0٪ و 17.6٪ من الأصوات على التوالي في الجولة الأولى من التصويت، وحصل Tuđman على فترة ولاية أخرى. أجريت الانتخابات الرئاسية الثالثة في 24 يناير 2000 لملء منصب رئيس الجمهورية، بعد وفاة الرئيس الحالي فرانيو تودجمان في 10 ديسمبر 1999. وشهدت الجولة الأولى من التصويت ستيبان ميسيتش، مرشح حزب الشعب الكرواتي (HNS)، في المقدمة، وحصل على 41.3٪ من الأصوات، يليه دراشين بوديسا من لحزب الاجتماعي الليبرالي الكرواتي (HSLS) بحصوله على 27.8٪ من الأصوات، وحصل ماتي غرانيتش، الذي رشحه الاتحاد الديمقراطي الكرواتي، على 22.6٪ من الأصوات. جرت انتخابات الإعادة، وهي الأولى في الانتخابات الرئاسية لكرواتيا الحديثة، في 7 فبراير، عندما فاز ميسيتش، وحصل على 56.9 ٪ من الأصوات. بلغ إقبال الناخبين في الجولة الأولى 63.0٪ و 60.9٪ في الجولة الثانية. عُقدت الجولة الأولى من الانتخابات الرئاسية الرابعة في 2 يناير 2005. لم يحقق أي مرشح فوزا في الجولة الأولى. ومع ذلك، فقد حصل ميسيتش الحالي على تقدم كبير على المرشحين الآخرين، حيث حصل على 48.9 ٪ من الأصوات، وحصل المرشحان الثاني والثالث يادرانكا كوسور (HDZ) وبوريس ميكشيتش (مستقل) على 20.3 ٪ و 17.8 ٪ فقط من دعم الناخبين. في النهاية، فاز ميسيتش بإعادة انتخابه، حيث حصل على 65.9 ٪ من الأصوات في الجولة الثانية التي أجريت في 16 يناير. أُجريت الانتخابات الرئاسية 2009-2010 في 27 ديسمبر 2009، حيث حصل إيفو يجوسيبوفيتش (SDP) على 32.4٪ من الأصوات، يليه ميلان بانديتش (مستقل)، وأندريا هيبرانج (HDZ) ونادان فيدوسيفيتش (مستقل) حصلوا على 14.8٪، 12.0 ٪ و 11.3٪ من الاصوات على التوالي. عُقدت الجولة الثانية من التصويت في 10 يناير 2010، عندما هزم يجوسيبوفيتش بانديتش، وحصل على 60.3 ٪ من الأصوات. عُقدت الجولة الأولى من الانتخابات الرئاسية الأخيرة في 28 ديسمبر 2014، حيث فاز يجوسيبوفيتش بنسبة 38.46٪ من الأصوات، تلاه كوليندا غرابار كيتاروفيتش (HDZ) الذي حصل على 37.22٪ من الأصوات. والثالث كان المرشح المستقل، إيفان فيليبور سينتشيتش الذي حصل على 16.42٪ من الأصوات، وميلان كوجوندجيتش (الفجر الكرواتي - حزب الشعب) الذي أيده 6.3٪ من الأصوات. عقدت الجولة الثانية في 11 يناير 2015، وفازت جرابار-كيتاروفيتش بهامش نقطة مئوية واحدة تقريبًا.
| انتخاب                       | المرشحون | الجولة الأولى إقبال الناخبين | نتائج الجولة الأولى (المرشحون الحاصلون على أكثر من 10٪ من الأصوات)                                    | الجولة الثانية إقبال الناخبين | الفائز                             | المركز الثاني                      |
| ---------------------------- | -------- | ---------------------------- | --- | ----------------------------- | ---------------------------------- | ---------------------------------- |
| 1992                         | 8        | 74.90٪                       | فرانيو تودجمان (56.73٪)، دراشين بوديسا (21.87٪)                                                       | غير مطلوب                     | فرانيو تودجمان (56.73٪)            | دراشين بوديشا (21.87٪)             |
| 1997                         | 3        | 54.62٪                       | فرانيو تودجمان (61.41٪)، زدرافكو توماك (21.03٪)، فلادو جوتوفاك (17.56٪)                               | غير مطلوب                     | فرانيو تودجمان (61.41٪)            | زدرافكو توماك (21.03٪)             |
| 2000                         | 9        | 62.98٪                       | ستيبان ميسيتش (41.11٪)، درازين بوديسا (27.71٪)، ماتي غرانيتش (22.47٪)                                 | 60.88٪                        | ستيبان ميسيتش (56.01٪)             | درازين بوديشا (43.99٪)             |
| 2005                         | 13       | 50.57٪                       | ستيبان ميسيتش (48.92٪)، يادرانكا كوسور (20.31٪)، بوريس ميكشيتش (17.78٪)                               | 51.04٪                        | ستيبان ميسيتش (65.93٪)             | جادرانكا كوسور (34.07٪)            |
| 2009-10                      | 12       | 43.96٪                       | إيفو يجوسيبوفيتش (32.42٪)، ميلان بانديتش (14.83٪)، أندريا هيبرانج (12.04٪)، نادان فيدوسيفيتش (11.33٪) | 50.13٪                        | إيفو يجوسيبوفيتش (60.26٪)          | ميلان بانديتش (39.74٪)             |
| 2014-15                      | 4        | 47.12٪                       | إيفو جوسيبوفيتش (38.46٪)، كوليندا جرابار كيتاروفيتش (37.22٪)، إيفان فيليبور سينتشيتش (16.42٪)         | 59.05٪                        | كوليندا جرابار كيتاروفيتش (50.74٪) | إيفو يجوسيبوفيتش (49.26٪)          |
| 2019-20                      | 11       | 51.20٪                       | زوران ميلانوفيتش (29.55٪)، كوليندا غرابار-كيتاروفيتش (26.65٪)، ميروسلاف شكورو (24.45٪)                | 55.00٪                        | زوران ميلانوفيتش (52.66٪)          | كوليندا جرابار كيتاروفيتش (47.34٪) |
| المصدر: لجنة انتخابات الدولة |          |                              | |                               |                                    |                                    |

### التاريخ

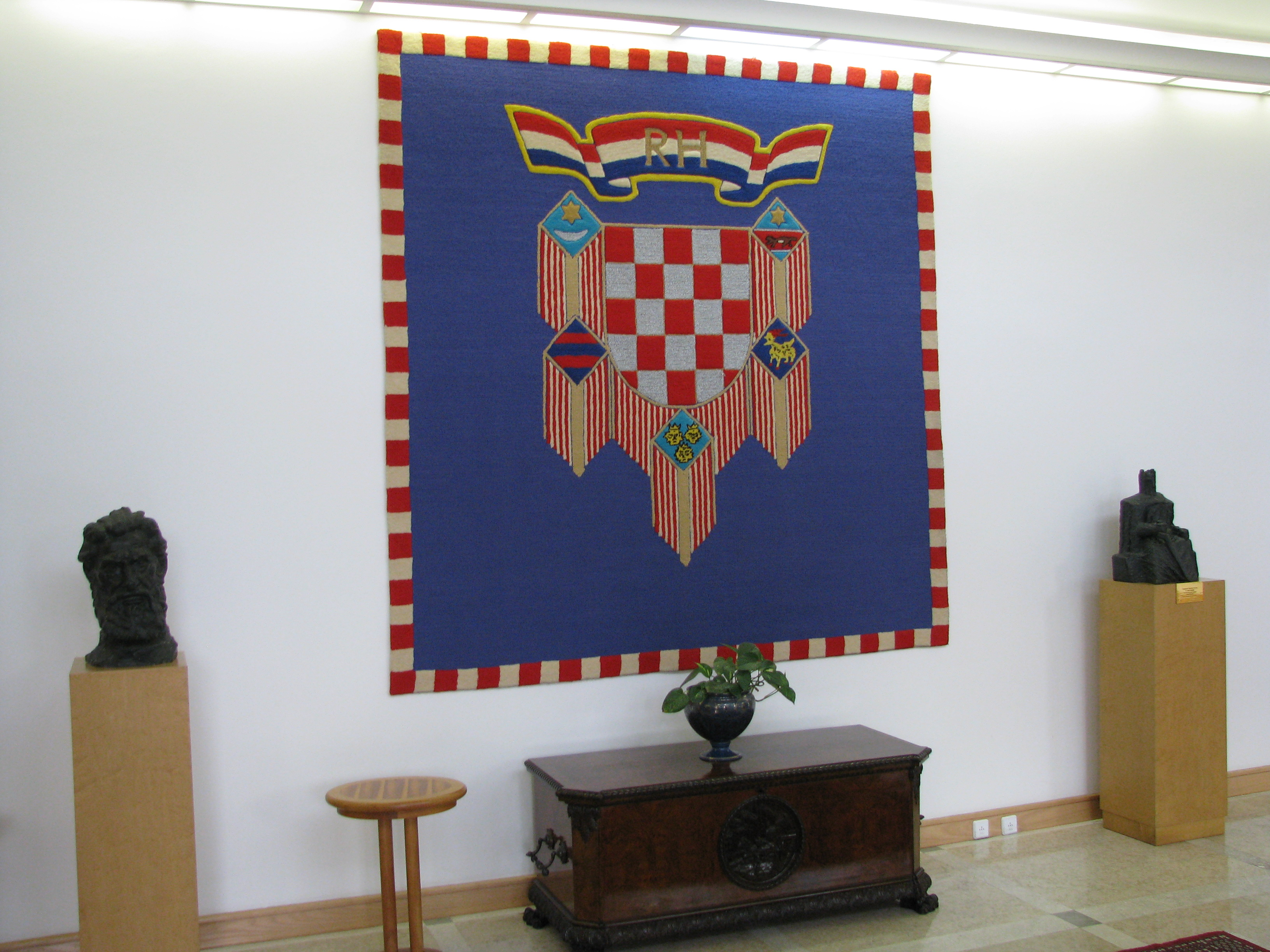
نسيج في مكتب الرئيس، يحيط به تمثال نصفي لأنتي ستارتشيفيتش وتمثال للملك توميسلاف

كانت مجموعة من مسؤولي الحزب الشيوعي تقود جمهورية كرواتيا الاشتراكية داخل يوغوسلافيا الاتحادية الاشتراكية ، وشكلوا رئاسة جماعية مع تعيين رئيسًا للهيئة على قمة هرمها. لم تنتخب أول انتخابات ديمقراطية عام 1990 أعضاء هيئة الرئاسة بشكل مباشر. بدلا من ذلك، كُلف البرلمان بشغل هذه المناصب كما كان يفعل في الفترة الاشتراكية. فاز الاتحاد الديمقراطي الكرواتي في الانتخابات وتولى زعيمه تودجمان الرئاسة في 30 مايو 1990. في 25 يوليو من العام نفسه، أقر البرلمان العديد من التعديلات الدستورية، بما في ذلك التعديل LXXI، الذي أنشأ منصب الرئيس ونواب الرئيس. نص الدستور الذي أُقر في 22 ديسمبر 1990، على إنشاء الحكومة كنظام شبه رئاسي ودعا إلى انتخابات رئاسية.
فاز تودجمان في الانتخابات الرئاسية عام 1992، ورُسّم في 12 أغسطس 1992. أعيد انتخابه في عام 1997، وعُدل دستور كرواتيا في نفس العام. بعد وفاته عام 1999، عُدل الدستور ونُقل الكثير من السلطات الرئاسية إلى البرلمان والحكومة، مما أدى إلى إنشاء نظام برلماني. فاز ستيبان ميسيتش بفترتين متتاليتين في عام 2000 مرشحًا عن حزب الشعب الكرواتي (HNS) وفي عام 2005، وهو الحد الأقصى للفترة التي يسمح بها الدستور. فاز إيفو يجوسيبوفيتش، مرشح الحزب الديمقراطي الاجتماعي، في الانتخابات الرئاسية التي أجريت في 2009-2010. فازت غرابار-كيتاروفيتش في انتخابات 2014-2015 بعد التصويت عليها لتصبح أول امرأة تتولى رئاسة كرواتيا.

## الحصانة والمساءلة
يتمتع رئيس كرواتيا بالحصانة(5). الحالة الوحيدة التي لا تنطبق فيها الحصانة هي القبض على الرئيس متلبسًا بارتكاب جريمة جنائية، والتي يعاقب عليها بالسجن لأكثر من خمس سنوات. في مثل هذه الحالة، يجب على هيئة الدولة التي احتجزت الرئيس إبلاغ رئيس المحكمة الدستورية على الفور.
يخضع رئيس كرواتيا للعزل عن أي انتهاك للدستور يُرتكب أثناء أداء واجبه. يمكن بدء إجراءات الإقالة من قبل البرلمان الكرواتي بأغلبية ثلثي أصوات جميع أعضاء البرلمان. بعد ذلك، تُقرر المحكمة الدستورية عزل الرئيس بأغلبية ثلثي أصوات جميع قضاتها. إذا اتهمت المحكمة الدستورية رئيس الجمهورية، تنتهي ولاية الرئيس.

## الشغور أو العجز
في حالة العجز لفترة وجيزة عن أداء منصب رئيس كرواتيا بسبب الغياب أو المرض أو الإجازات، يجوز للرئيس نقل صلاحياته إلى رئيس البرلمان الكرواتي للعمل نائبًا عنه. كما يُمكن لرئيس الجمهورية سحب هذه الصلاحية والعودة إلى المنصب. إذا مُنع الرئيس من أداء واجباته لفترة أطول بسبب المرض أو أي شكل آخر من أشكال العجز، وخاصة إذا كان الرئيس غير قادر على اتخاذ قرار بشأن نقل الصلاحيات إلى نائب، يصبح رئيس البرلمان هو القائم بأعمال يتولى رئيس الجمهورية مهام الرئاسة بناءً على قرار من المحكمة الدستورية  المبني منى طلب الحكومة.
في حالة الوفاة في المنصب أو الاستقالة، التي تقدم إلى رئيس المحكمة الدستورية وإبلاغها إلى رئيس مجلس النواب، أو في الحالات التي تقرر فيها المحكمة الدستورية إنهاء فترة الرئاسة من خلال الإقالة، يتولى رئيس مجلس النواب مهام منصبه. رئيس. في هذه الظروف، يتم التوقيع على تشريع جديد من قبل رئيس الوزراء بدلاً من الرئيس ويجب إجراء انتخابات رئاسية جديدة في غضون 60 يومًا. حدث هذا الوضع بعد وفاة فرانيو تودجمان(6) في 10 ديسمبر 1999، عندما أصبح فلاتكو بافليتيتش رئيسًا بالنيابة. بعد الانتخابات البرلمانية لعام 2000، نُقل الدور الذي زلاتكو تومسيتش، الذي شغل منصبه حتى انتخاب ستيبان ميسيتش رئيسًا لكرواتيا في عام 2000.
| رؤساء البرلمان كرؤساء بالوكالة لكرواتيا | رؤساء البرلمان كرؤساء بالوكالة لكرواتيا | رؤساء البرلمان كرؤساء بالوكالة لكرواتيا | رؤساء البرلمان كرؤساء بالوكالة لكرواتيا                                      | رؤساء البرلمان كرؤساء بالوكالة لكرواتيا | رؤساء البرلمان كرؤساء بالوكالة لكرواتيا |
| اسم                                     | مكتب متوقع                              | ترك المكتب                              | ملاحظات                                                                      | حفل                                     | حفل                                     |
| --------------------------------------- | --------------------------------------- | --------------------------------------- | ---------------------------------------------------------------------------- | --------------------------------------- | --------------------------------------- |
| فلاتكو بافليتيتش                        | 10 ديسمبر 1999                          | 2 فبراير 2000                           | أَزِفَ المنصب عندما أَنَاخَت الجمعية الرابعة للبرلمان الكرواتي محل الجمعية الثالثة |                                         | الاتحاد الديمقراطي الكرواتي             |
| زلاتكو توميتشيتش                        | 2 فبراير 2000                           | 18 فبراير 2000                          | أُستبدل بافليتيتش بعد انعقاد الجمعية الرابعة للبرلمان الكرواتي                |                                         | الأحرار                                 |

## الرموز

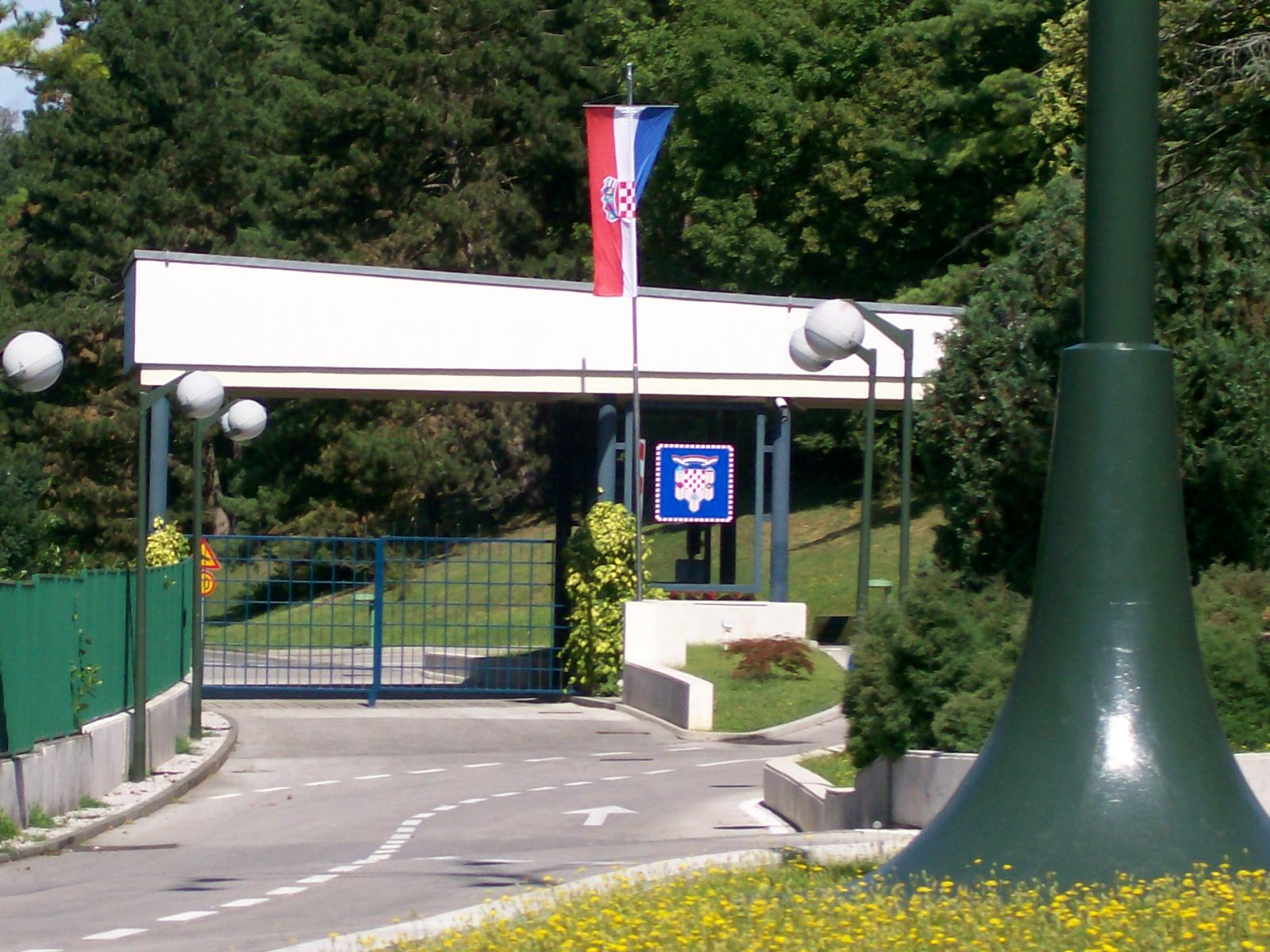
راية معيارية لرئيس كرواتيا عند مدخل أراضي القصر الرئاسي

يحدد التشريع مظهر واستخدام الراية الرئاسية لكرواتيا رمزًا لرئيس كرواتيا، وظهور واستخدام الوشاح الرئاسي رمزًا لتكريم منصب الرئيس. الراية الرئاسية عبارة عن نطاق أزرق مربع مع حد رفيع من المربعات الحمراء والبيضاء بالتناوب على كل جانب. في وسط النطاق الأزرق يوجد الدرع الرئيسي لشعار النبالة لكرواتيا مع الدروع التاريخية لكرواتيا المحيطة بالدرع الرئيسي، والتي تمثل أقدم شعارات النبالة المعروفة لكل من كرواتيا وجمهورية دوبروفنيك ودالماسيا وإستريا وسلافونيا على التوالي من اليسار إلى اليمين، مزينة بشرائط من الذهب وخطوط حمراء وبيضاء تمتد عموديًا. يوجد على قمة الدرع شريط كرواتي ثلاثي الألوان بأحرف ذهبية RH ترمز إلى جمهورية كرواتيا، منفذة في تيجان مربعة رومانية. يتنشر الراية الرئاسية على مباني مكتب رئيس كرواتيا، ومقر إقامة الرئيس، ومركبات النقل عند استخدامها من قبل الرئيس، وفي المناسبات الاحتفالية الأخرى. صُممت الراية الرئاسية بواسطة ميروسلاف شوتيج في عام 1990.
الوشاح الرئاسي عبارة عن أشرطة كرواتية من ثلاثة ألوان، مزينة بالذهب ومزينة بشعار النبالة الكرواتي، موضوعة في نطاق أبيض، مع ألوان ثلاثية في المقدمة. الدروع تحدها أغصان البلوط على اليسار وفروع الزيتون على اليمين. يُرتدى الوشاح قطريًا، فوق الكتف الأيمن، ويثبت باستخدام مشبك مربع مزين بتشابك كرواتي ذهبي. الوشاح مزين بالدروع المستخدمة في الراية الرئاسية، على الرغم من عدم استخدام الشريط المستخدم في الذراعين. وينص الدستور على أن يُلبس الوشاح في يوم الدولة، وأثناء احتفالات توزيع الجوائز، وأثناء قبول خطابات الاعتماد، وفي المناسبات الاحتفالية الأخرى. لم يكن الوشاح الرئاسي مستخدمًا منذ عام 2000 لتنصيب ستيبان ميسيتش.

## بعد الرئاسة
يُزود الرؤساء السابقين لجمهورية كرواتيا بمكتب وموظفين اثنين تدفع لهما الدولة بمجرد مغادرتهم المنصب. بالإضافة إلى ذلك، يُعين للرؤساء السابقين سائقًا وسيارة رسمية وحراسًا شخصيين. يتعين على حكومة كرواتيا تقديم هذه المزايا في غضون 30 يومًا بعد انتهاء فترة الرئيس، بناءً على طلب شخصي من الرئيس. يقع مكتب ستيبان ميسيتش في شارع غرسكوفتشيفا (Grškovićeva) في زغرب. يعمل في المكتب مستشار علاقات عامة ومستشار للسياسة الخارجية. تأسس المكتب في عام 2010 وخصصت له ميزانية سنوية قدرها 1.3 مليون كونا (ق. 175٬000  يورو). وفقًا لميسيتش نفسه، سيكون مكتبه الجديد للرئيس السابق تحت تصرف الشركات الكرواتية لمساعدتها على توسيع أسواقها. منذ إنشاء المكتب، يستقبل الرئيس السابق ميسيتش أيضًا دبلوماسيين أجانب ويزور الخارج حيث يلتقي بالمسؤولين ويلقي محاضرات في بعض الأحيان.
حددتُ حقوق الرؤساء السابقين بموجب قانون برلماني صدر في عام 2004، خلال الولاية الأولى لستيبان ميسيتش. قبل سَنّ هذا القانون، نص الدستور على عضوية الرؤساء السابقون في غرف البلديات في برلمان كرواتيا مدى الحياة، ما لم يطلب الرئيس خلاف ذلك. لم يُمارس هذا مطلقًا في الممارسة العملية، حيث توفي  فرانيو تودجمان في منصبه وألغيت غرفة المقاطعات قبل نهاية الولاية الأولى لستيبان ميسيتش.

## رؤساء سابقين وحاليين الأحياء
هناك أربعة رؤساء سابقين وحاليين لكرواتيا ما زالوا على قيد الحياة:

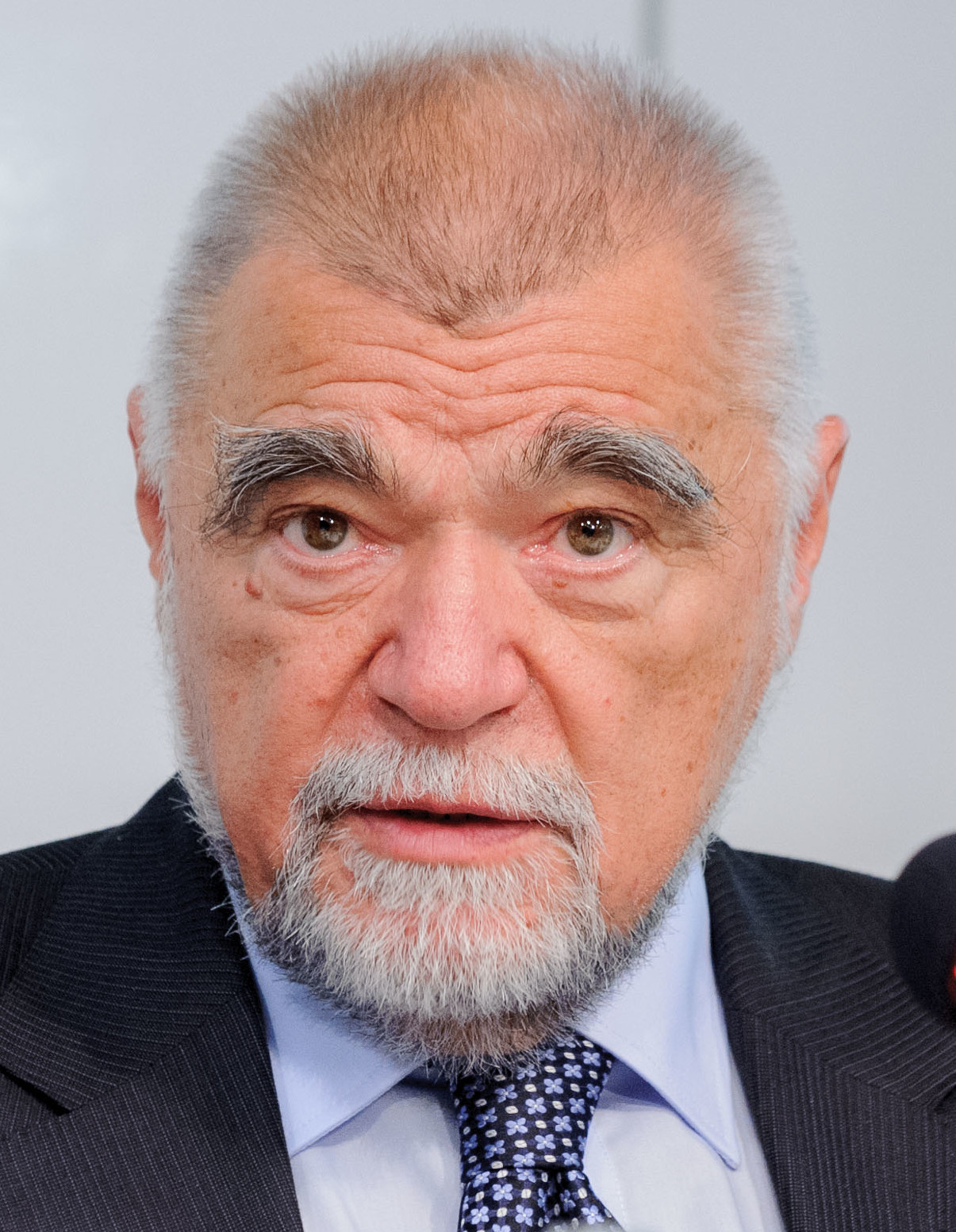
2nd ستيبان ميسيتش (2000–2010)
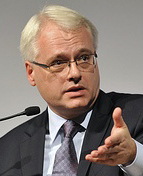
3rd إيفو يجوسيبوفيتش (2010–2015)
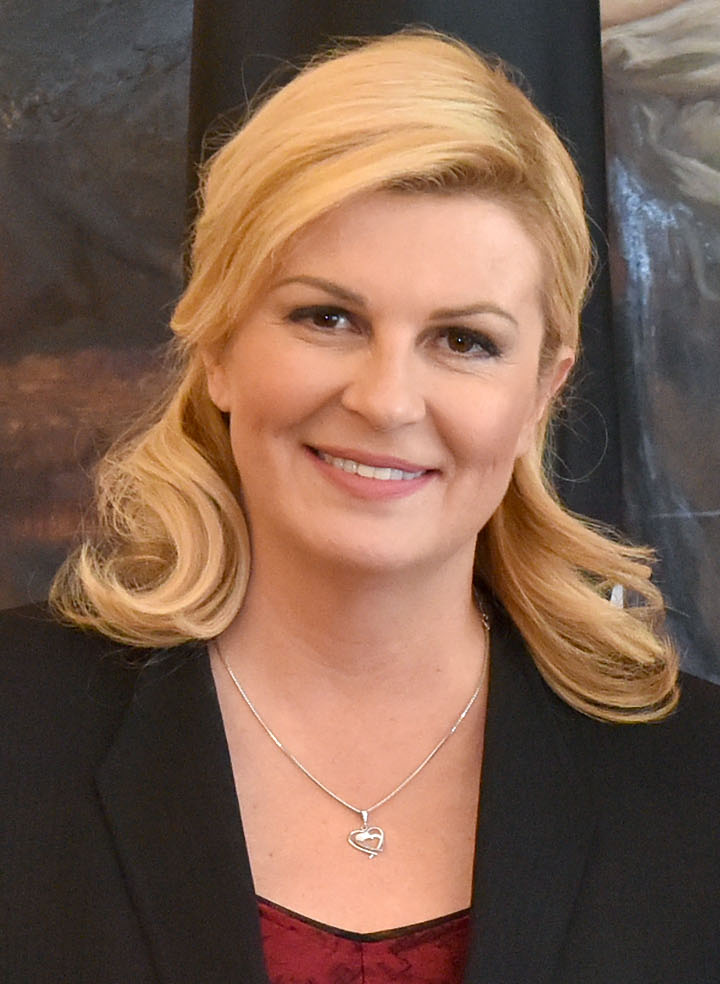
4th كوليندا غرابار كيتاروفيتش (2015–2020)
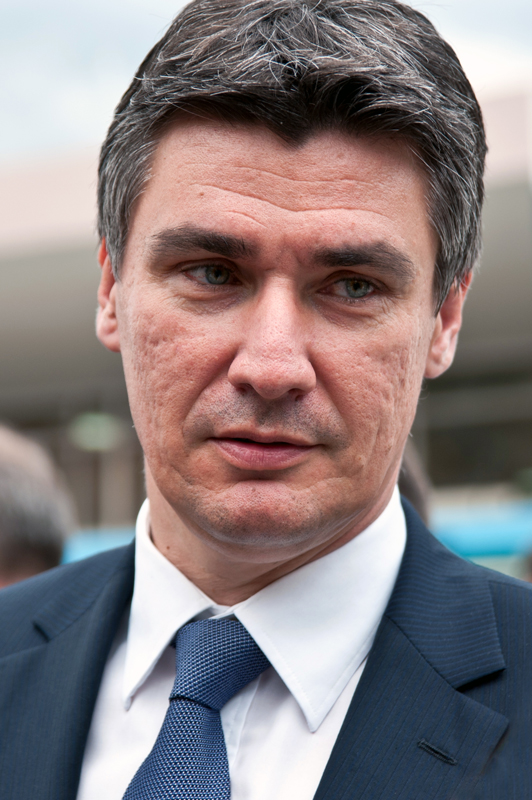
5th زوران ميلانوفيتش (2020-)

يوجد رئيس كرواتيا السابق بالنيابة:

## الجدول الزمني للرؤساء (1990 إلى الوقت الحاضر)
هذا جدول زمني بياني يسرد قائمة رؤساء كرواتيا منذ أول انتخابات متعددة الأحزاب في عام 1990.

## الهوامش
- 1: بعد منح الثقة بالأغلبية المطلقة للنواب، يقوم الرئيس بتعيين المرشح رسميًا كرئيس للوزراء، بينما يُعين رئيس الوزراء الوزراء ؛ وذلك كله بمصادقة رئيس البرلمان الكرواتي
- 2: بما في ذلك الأصوات الفارغة والباطلة
- 3: على سبيل المثال Predsjednik (الرئيس)، državni poglavar (رئيس الدولة)
- 4: كما كان الحال مع كوليندا غرابار كيتاروفيتش في عام 2015
- 5:  لا يجوز القبض على الرئيس ولا يمكن رفع أي دعوى جنائية ضد الرئيس دون موافقة مسبقة من المحكمة الدستورية
- 5: الرئيس الوحيد حتى الآن الذي توفي وهو يشغل المنصب

## روابط خارجية
- مكتب رئيس كرواتيا
- رئيس جمهورية كرواتيا 2000-2010 نسخة محفوظة 30 أغسطس 2018 على موقع واي باك مشين.